# Samuel Edney
Samuel Edney (* 24. Juni 1984 in Calgary, Alberta) ist ein ehemaliger kanadischer Rennrodler.

## Leben
Seit 1998 ist Samuel Edney Rennrodler. Seit 2000 gehört er dem Nationalkader Kanadas an. In der Saison 2002/03 gewann er die Gesamtwertung des Junioren-Weltcups im Einzel- und wurde Vierter im Doppelsitzer-Wettbewerb. Seit der Saison 2003/04 nimmt er zunächst sowohl im Ein- wie auch im Doppelsitzer mit seinem Rodelpartner Gwyn Lewis. Zunächst stellten sich im Doppelsitzer die größeren Erfolge ein. In Calgary gaben sie ihr Debüt und wurden sofort Siebte, in Winterberg Zehnte. In der Gesamtwertung wurden sie 15. Im Einsitzer belegte er Platz 31 in der Gesamtwertung, bestes Ergebnis war Rang 21 in Lake Placid. Vor allem die Doppel-Ergebnisse konnten in der Folgesaison in etwa gehalten werden. 2005/06 bestritten sie nur noch die beiden ersten Rennen, seitdem startet Edney nur noch im Einsitzer.
Seit der Konzentration auf den Einsitzer konnte Edney in dieser Klasse immer erfolgreicher werden. Noch in der Saison 2005/06 kam er in Altenberg und Calgary auf 14. Platze und wurde 27. der Gesamtwertung. Die Saison 2006/07 brachte zwar keine neue Verbesserung bei den Rängen in Einzelrennen, doch konnte sich der Kanadier nun bis auf Platz 22 der Gesamtwertung verbessern. Da er 2007/08 die beiden letzten Rennen nicht bestritt, verschlechterte er sich in der Gesamtwertung zwar um einen Platz, erreichte aber auf seiner Heimbahn als 12. ein neues bestes Einzelresultat. Dieses Ergebnis konnte er auch in der folgenden Saison in Vancouver bestätigen und in der Gesamtwertung 21. werden.
Sein erstes Großereignis bestritt Edney bei den Rennrodel-Weltmeisterschaften 2004 in Nagano. Mit seinem Partner Lewis wurde er 13. im Wettbewerb der Doppelsitzer und 25. im Einsitzer. Auch 2005 erreichte er mit Rang 17 seine bessere Platzierung im Doppelsitzer. Bei den Olympischen Spielen 2006 von Turin erreichte der Kanadier im Einzel Platz 19. Enttäuschend endete mit Platz 32 die Rennrodel-Weltmeisterschaften 2007 in Nagano. Weitaus besser verlief die Rennrodel-Weltmeisterschaften 2008 in Oberhof, wo Edney mit Platz neun sein bestes internationales Resultat erreichte. Das Ergebnis konnte er 2009 in Lake Placid als 17. nur teilweise bestätigen. Nach der internationalen Saison gewann er den kanadischen Meistertitel.
Bei den Olympischen Winterspielen 2010 in Vancouver erreichte Samuel Edney den 7. Platz.
Bei den Rennrodel-Weltmeisterschaften 2012 in Altenberg gewann er mit der Team-Staffel die Bronzemedaille, im folgenden Jahr bei den Weltmeisterschaften in Whistler die Silbermedaille.
Bei dem Rennrodel-Weltcup 2014/2015 konnte er auf seiner Heimbahn in Calgary seinen ersten Sieg im Einzel bei Weltcup feiern.

## Erfolge

### Olympische Spiele
- 2018:  Team-Staffel

### Weltcupsiege
| Nr. | Datum         | Ort     | Bahn                                              |
| --- | ------------- | ------- | ------------------------------------------------- |
| 1.  | 13. Dez. 2014 | Calgary | Bob- und Rennschlittenbahn im Canada Olympic Park |

| Nr. | Datum         | Ort         | Bahn                        |
| --- | ------------- | ----------- | --------------------------- |
| 1.  | 28. Nov. 2009 | Innsbruck   | Olympia Eiskanal Igls       |
| 2.  | 27. Nov. 2011 | Innsbruck   | Kunsteisbahn Bob-Rodel Igls |
| 3.  | 3. Dez. 2016  | Lake Placid | Olympia-Bobbahn Lake Placid |